# Nate Huffman
Nathaniel Huffman (ur. 2 kwietnia 1975 w Saint Louis/Alma/Battle Creek, zm. 15 października 2015 w Battle Creek) – amerykański koszykarz.

## Historia
Huffman pojawił się w Europie w 1998 roku, kiedy trafił do hiszpańskiej Fuenlabrady. Tam Tam w 34 meczach notował średnio 12,7 pkt., co zauważyli włodarze Maccabi Tel Awiw. Tam był jeszcze lepszy, co przyniosło Maccabi trzy tytuły mistrzowskie i puchary na krajowym podwórku oraz, ten najcenniejszy, za zwycięstwo w Eurolidze w 2001 roku.
Po tym ostatnim sukcesie Huffmana uznano za Najlepszego Amerykanina w europejskiej koszykówce. Oprócz tego udało mu się w 2001 roku wywalczyć tytułu MVP w lidze Izraela.
Po grze w Maccabi trafił do NBA, do Toronto Raptors. Niestety, Huffmanowi przydarzyła się kontuzja kolana, która spowodowała, że grał w klubie tylko pół roku. Potem sądził się z klubem w sądzie, będąc zdania, że była to ich wina, a Raptors byli zdania, że Huffman przywędrował do nich już będąc kontuzjowany. W lutym 2004 roku sąd orzekł rację koszykarzowi, ale on już do gry nie wrócił, mimo że we wrześniu 2004 roku chciał z nim podpisać kontrakt włoskie Scavolini Pesaro

## Osiągnięcia
NJCAA
- Zaliczony do I składu JUCO All-America (1995)

NCAA
- Zaliczony do I składu konferencji Mid-Atlantic (1997)
- Lider w zbiórkach konferencji Mid-Atlantic (1997)

Klubowe
- Mistrz:
  - Suproligi (2001)
  - Izraela (2000–2002)
  - Wicemistrz Euroligi (2000)
- Zdobywca pucharu Izraela (2000–2002)

Indywidualne
- MVP:
  - Suproligi (2001)
  - ligi izraelskiej (2001)
- Zaliczony do I składu:
  - Suproligi (2001)
  - ligi izraelskiej (2000, 2001)
- Lider strzelców finałów Euroligi (2000)